# Mimus (Romeins)
De rituele moord op een Romeinse mimus, de saturnaliakoning, wordt door Gerard Haas, Martin Beek en eerder door Wendland in verband gebracht met de legenden en overleveringen rond de kruisdood van Jezus. De saturnaliakoning was een sacrale figuur die tijdens het Romeinse carnaval (de saturnalia) met een papieren kroon gekroond werd, van een rieten scepter voorzien en in een "koninklijke" mantel gekleed, gegeseld, bespot en gekruisigd werd.
In de eerste eeuw van onze jaartelling werd een mimus die een nieuwe godsdienst had gesticht in Rome gekruisigd. De door hem bijeengebrachte volgelingen zouden de sekte, een van de vele nieuwe of syncretische godsdiensten en riten die in die tijd ontstonden, nog enige tijd hebben laten voortbestaan.
De mimus wordt in verband gebracht met de beroemde graffiti die De ezel van Anexamenos wordt genoemd. De afbeelding van een gekruisigde met een ezelskop kan worden geduid als een bespotting van het christendom, maar omdat een mimus traditioneel een ezel- of varkensmasker droeg kan ook de Romeinse clown zijn bedoeld.